# Reformierte Kirche Ennenda

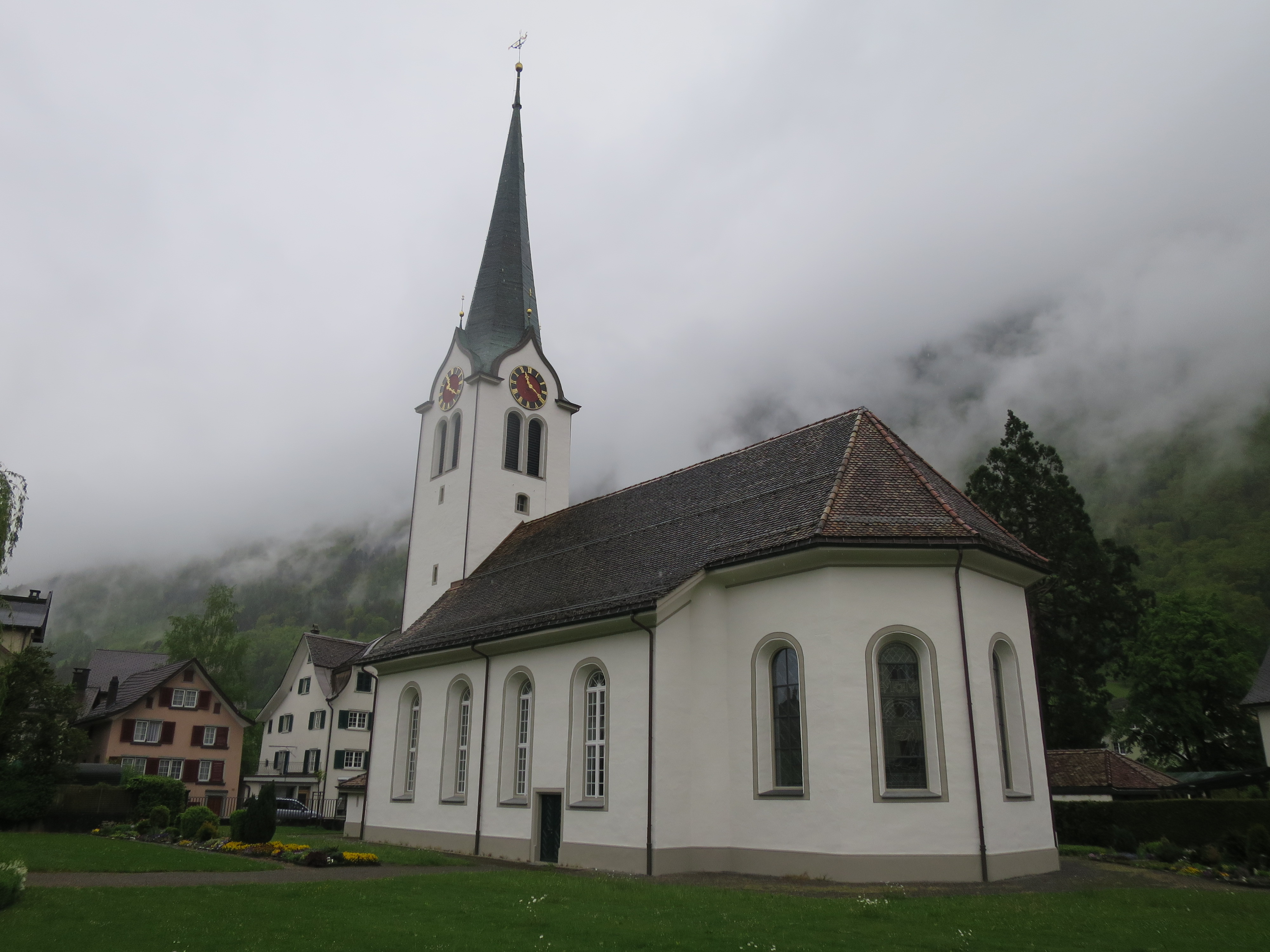
Kirche Ennenda

Die Reformierte Kirche Ennenda ist ein Kirchengebäude in der Ortschaft Ennenda, Schweiz.

## Geschichte
Die heutige Kirche wurde 1774–1775 nach Plänen von Johann Jakob Messmer errichtet.

## Beschreibung

### Architektur
Die Kirche verfügt über einen Frontturm mit Spitzturmhelm. Sie ist als Saalkirche mit eingezogenem Polygonalchor angelegt und folgt darin einem mittelalterlich-katholisch geprägten Bauschema.

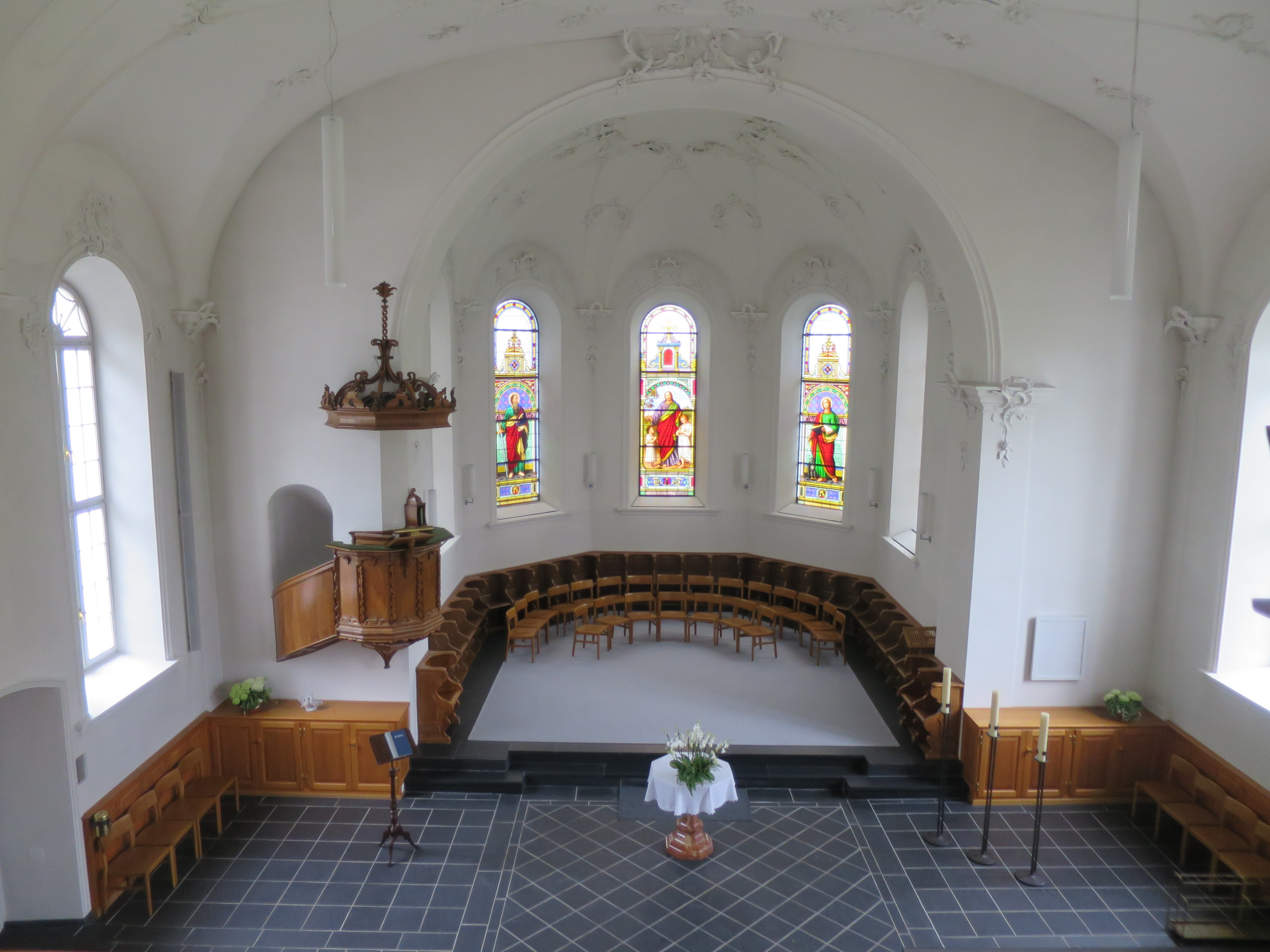
Innenraum

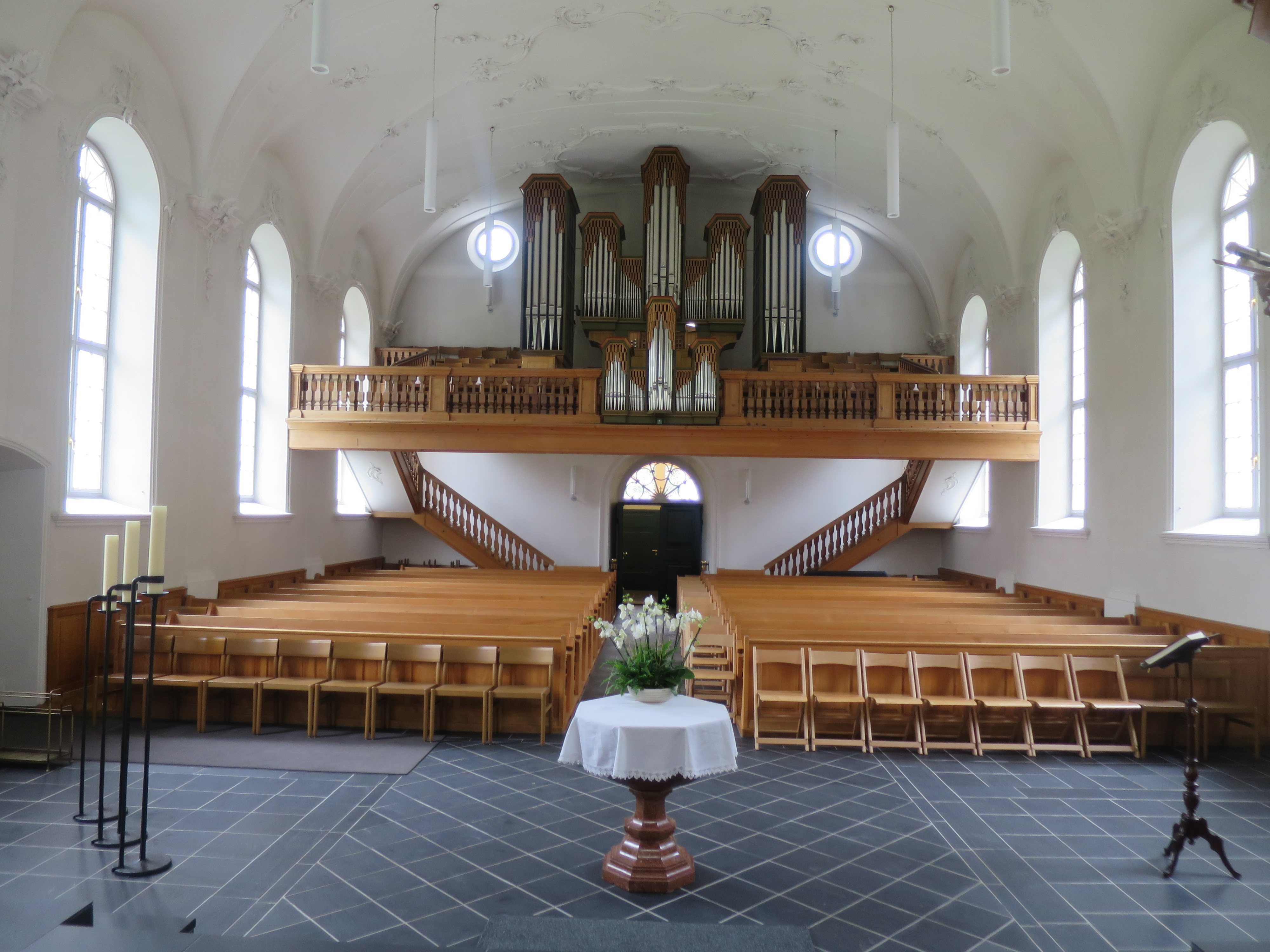
Empore mit Orgel

### Inneres
Der Innenraum weist Rokoko-Stuckaturen von Andreas und Peter Anton Moosbrugger auf. Der Taufstein nimmt die Mitte des Chors ein, während die von Messmer entworfene hölzerne Kanzel über einen Durchgang seitlich des Chorbogens zu betreten ist. Die Fenster im Schiff und die Türlünetten sind im klassizistischen Stil gehalten. Im Chor befinden sich dagegen spätnazarenische Glasmalereien von 1885 des Zürcher Glasmalers Karl Wehrli. Das Mittelfenster zeigt Christus als Kinderfreund. Es wird zur rechten von einem Glasgemälde des Paulus, zur linken von einem Glasgemälde Johannes des Evangelisten flankiert.

### Orgel
Auf der Rückempore befindet sich die Orgel der Firma Mathis Orgelbau aus Näfels, die 1967 entstand und ein Vorgängerinstrument aus dem Jahr 1924 von Orgelbau Goll, Luzern ersetzte. Der Orgelprospekt mit freistehenden Pedaltürmen und Rückpositiv orientiert sich an barocken Gestaltungsschemata. Das Instrument hat einen Umfang von 19 Registern auf zwei Manualen und Pedal. 2017 wurde die Orgel durch die Erbauerfirma überholt.

### Glocken
Im Turm der Kirche hängt ein fünfstimmiges Glockengeläut, das von der Giesserei H. Rüetschi in Aarau im Jahr 1904 gegossen wurde. Die grösste Glocke musste allerdings wegen eines Sprungs 1989 durch einen Neuguss der gleichen Giesserei ersetzt werden.
| Glocke | Name             | Gewicht | Schlagton  |
| ------ | ---------------- | ------- | ---------- |
| 1      | Himmelsglocke    | 3308 kg | B° -3⁄16   |
| 2      | Christusglocke   | 2147 kg | des′ +1⁄16 |
| 3      | Weihnachtsglocke | 1445 kg | es′ +2⁄16  |
| 4      | Kinderglocke     | 0840 kg | ges′ +7⁄16 |
| 5      | Osterglocke      | 0432 kg | b′ +7⁄16   |

## Nachweise
1. ↑  Orgelverzeichnis Schweiz und Liechtenstein: Ref. Kirche Ennenda GL; hier auch die Disposition
2. ↑  Ennenda GL, Reformierte Kirche, Vollgeläute auf youtube.com

Koordinaten: 47° 2′ 1,7″ N, 9° 4′ 44,8″ O; CH1903: 724681 / 210500